# ماغارااوبروغو (حمام‌اوزو)
ماغارااوبروغو (به ترکی استانبولی: Mağaraobruğu) یک منطقهٔ مسکونی در ترکیه است که در حمام‌اوزو واقع شده‌است.